# Tuberkulóza
Tuberkulóza (z lat. tuberculum – hrbolek, nádorek), též TBC, dříve souchotě, souchotiny či úbytě (oubytě), je infekční onemocnění způsobené bakteriemi ze skupiny Mycobacterium tuberculosis komplex s nejvýznamnějším zástupcem M. tuberculosis. Nemoc napadá nejen člověka, ale i zvířata. Tuberkulóza většinou napadá plíce, ale může postihnout i jiné části těla. Šíří se kapénkovou infekcí, to znamená vzduchem, když osoba s aktivní formou tuberkulózy kašle, kýchá nebo jiným způsobem rozšiřuje své sliny vzduchem. Většina infekcí je asymptomatická, latentní; zhruba jedno z deseti onemocnění přejde v aktivní tuberkulózu, která, když se neléčí, způsobuje úmrtí ve více než 50 % případů. Tuberkulózou se zabývá medicínský obor ftizeologie.
Nejtypičtějším příznakem je chronický kašel s krvavým sputem – vykašlávání nebo chrlení krve (hemoptoe nebo také hemoptýza), horečka (Febris), noční pocení a ztráta tělesné hmotnosti. Infekce dalších orgánů způsobuje velkou škálu symptomů. Diagnóza se provádí mikrobiologickým vyšetřením sputa či odebraných vzorků tkáně, tuberkulinovým testem, pomocí radiologie (nejčastěji rentgenem hrudi) nebo krevními testy. Léčba je náročná a vyžaduje dlouhodobé užívání různých antibiotik. Vzrůstajícím problémem při léčbě je antibiotická rezistence některých druhů tuberkulózy. Prevence spočívá ve screeningu a očkování, převážně bacilem Calmettovým-Guérinovým (BCG) – očkování proti tuberkulóze se označuje jako kalmetizace.
Předpokládá se, že třetina světové populace je infikována bakterií M. tuberculosis a zhruba každou sekundu je infikován nový člověk. Procento celosvětové populace, které každý rok onemocní tuberkulózou, zůstává stejné nebo klesá, ale v důsledku růstu populace se počet nakažených zvyšuje. V roce 2007 bylo odhadováno na 13,7 milionů chronických aktivních případů, 9,3 milionů nových případů a 1,8 milionů úmrtí, a to většinou v rozvojových zemích. Ve světě není tuberkulóza rozšířena rovnoměrně – v mnoha asijských a afrických zemích je jí nakaženo až 80 % obyvatel, kdežto ve Spojených státech jen 5–10 %. V Česku bylo v roce 2015 hlášeno 518 onemocnění tuberkulózou, tj. 4,9 případu na 100 000 obyvatel, v roce 2009 to bylo 710 případů, tj. 6,8 na 100 tisíc obyvatel.

## Terminologie
Dříve se tuberkulóze říkalo souchotiny, úbytě nebo ftíza (což je řecký výraz pro úbytek), protože se zdálo, že lidi konzumuje zevnitř. Dalšími názvy jsou např. bílý mor, protože nemocní jsou výrazně bledí; nebo královo zlo, protože se věřilo, že králův dotyk souchotiny vyléčí. Krtice je tuberkulóza napadající lymfatický systém, tuberkulóza okruží napadá břicho, lupus vulgaris napadá kůži a Pottova nemoc je zánět páteře a obratlů.
Miliární tuberkulóza vzniká rozsevem mykobakterií přes oběhovou soustavu. Bakterii M. tuberculosis se někdy říká Kochův bacil po jejím objeviteli Robertu Kochovi.

## Inkubační doba
Inkubační doba je 6 až 8 týdnů.

## Historie

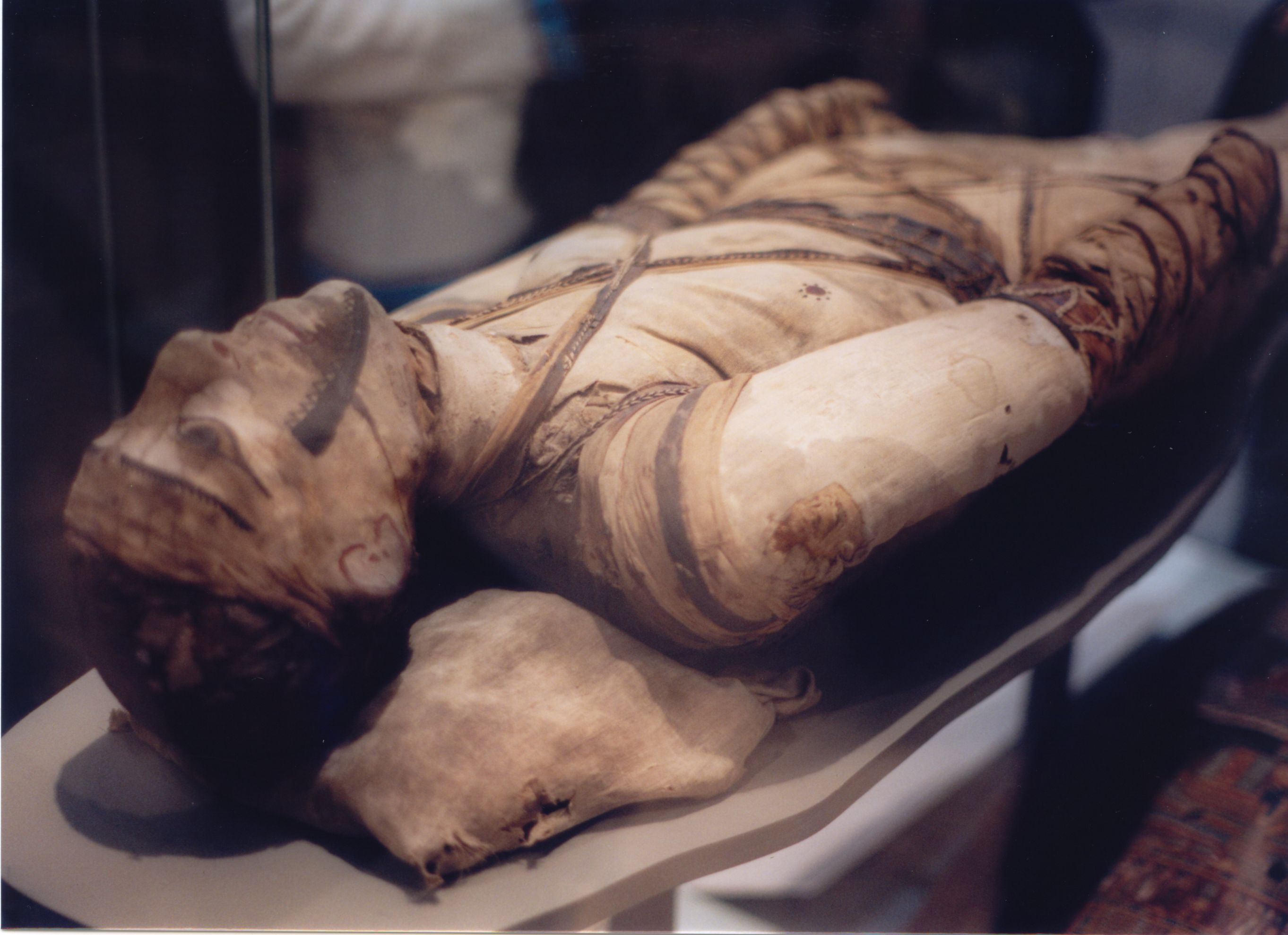
Známky tuberkulózy byly nalezeny v páteři egyptských mumií. Na obrázku je mumie v Britském muzeu.

### Průkaz a rozšíření
Tuberkulóza se u lidí vyskytuje už od pravěku. Genetická analýza indikuje stáří 40 tisíc let. Nejstarší jednoznačný nález Mycobacterium tuberculosis pochází z pozůstatků bizona starého zhruba 18 000 let. Není známo, jestli se tuberkulóza vyvinula u dobytka a pak se přenesla na lidi (zoonóza) nebo jestli se odpojila od společného předka infikujícího jiné druhy. Spíše půjde o původní onemocnění člověka a jeho výskyt možná způsobuje používání ohně. M. tuberculosis je považována za nejstarší druh tuberkulózních bakterií, z kterého se pak odpojila linie bakterií M. africanum, M. microti, M. pinnipedii, M. caprae a M. bovis. M. bovis je z těchto druhů považována za nejstarší.
Kosterní pozůstatky z neolitické osady ve východním středomoří ukazují, že někteří lidé z období 7000 let př. n. l. měli tuberkulózu a známky tuberkulózy se našly i v mumiích z období 3000–2400 let př. n. l. Řecký výraz pro tuberkulózu je phthisis (česky ftíza); okolo roku 460 př. n. l určil Hippokratés ftízu jako nejrozšířenější onemocnění té doby, které zahrnuje vykašlávání krve a horečku a které je téměř vždy smrtelné. V Jižní Americe pochází první důkazy tuberkulózy od kultury Paracas (zhruba 750 př. n. l.–100 n. l.). Suzanne Austin Alchonová napsala, že „kosterní pozůstatky z pravěké Severní Ameriky naznačují, že tuberkulóza byla tak častá, že ‚prakticky každý člen těchto pravěkých společností byl vystaven tuberkulóze.‘“
V 19. století patřila tuberkulóza mezi nejčastější příčiny úmrtí. Např. v Praze v dubnu 1862 z 527 zemřelých byla příčinou tuberkulóza u 155 z nich. Na sešlost věkem, vysílení a přirozenou slabost, což byla druhá nejčastější příčina, zemřelo ve stejném období jen 85 Pražanů.

### Výzkum a léčba

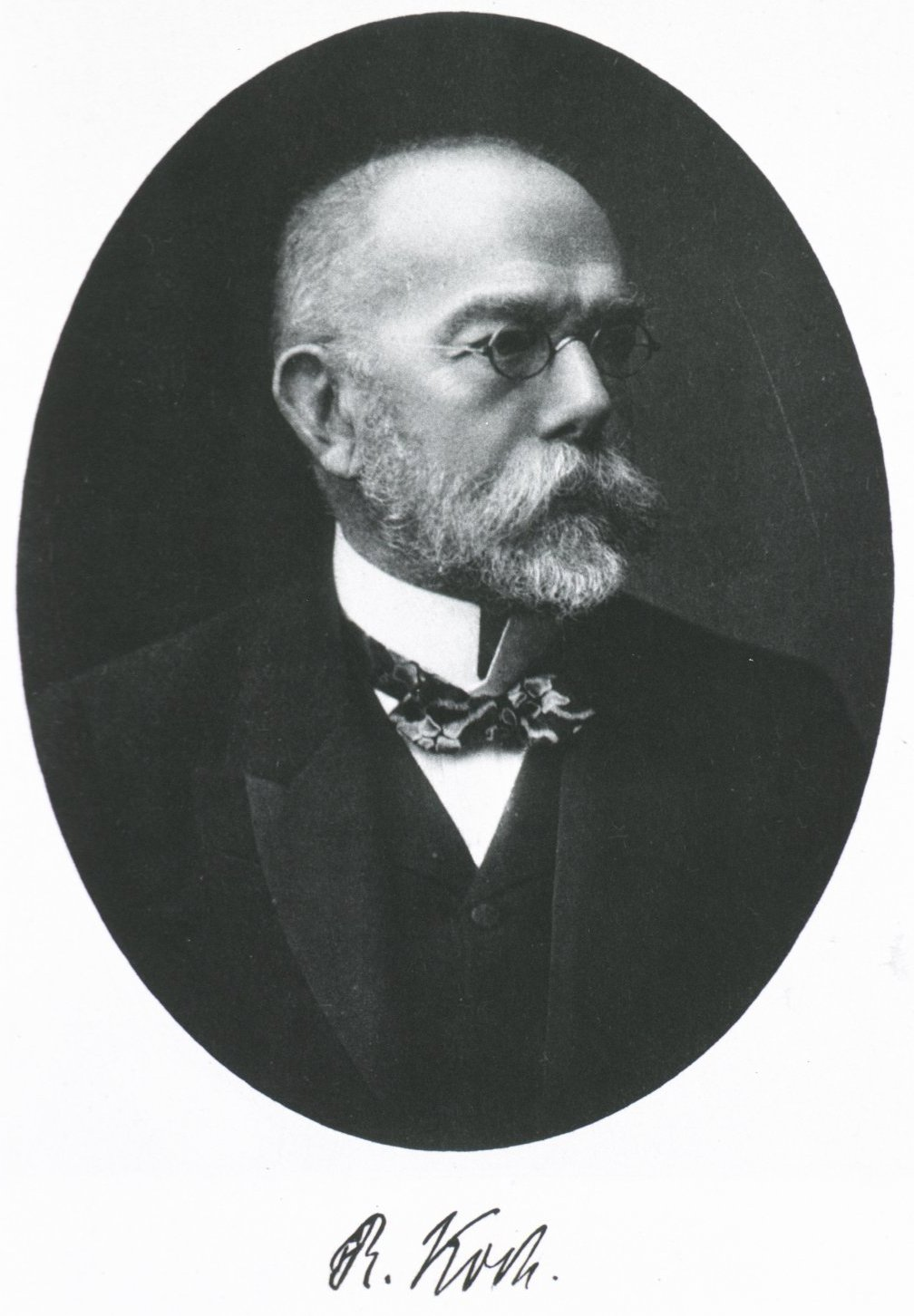
Mycobacterium tuberculosis objevil Robert Koch

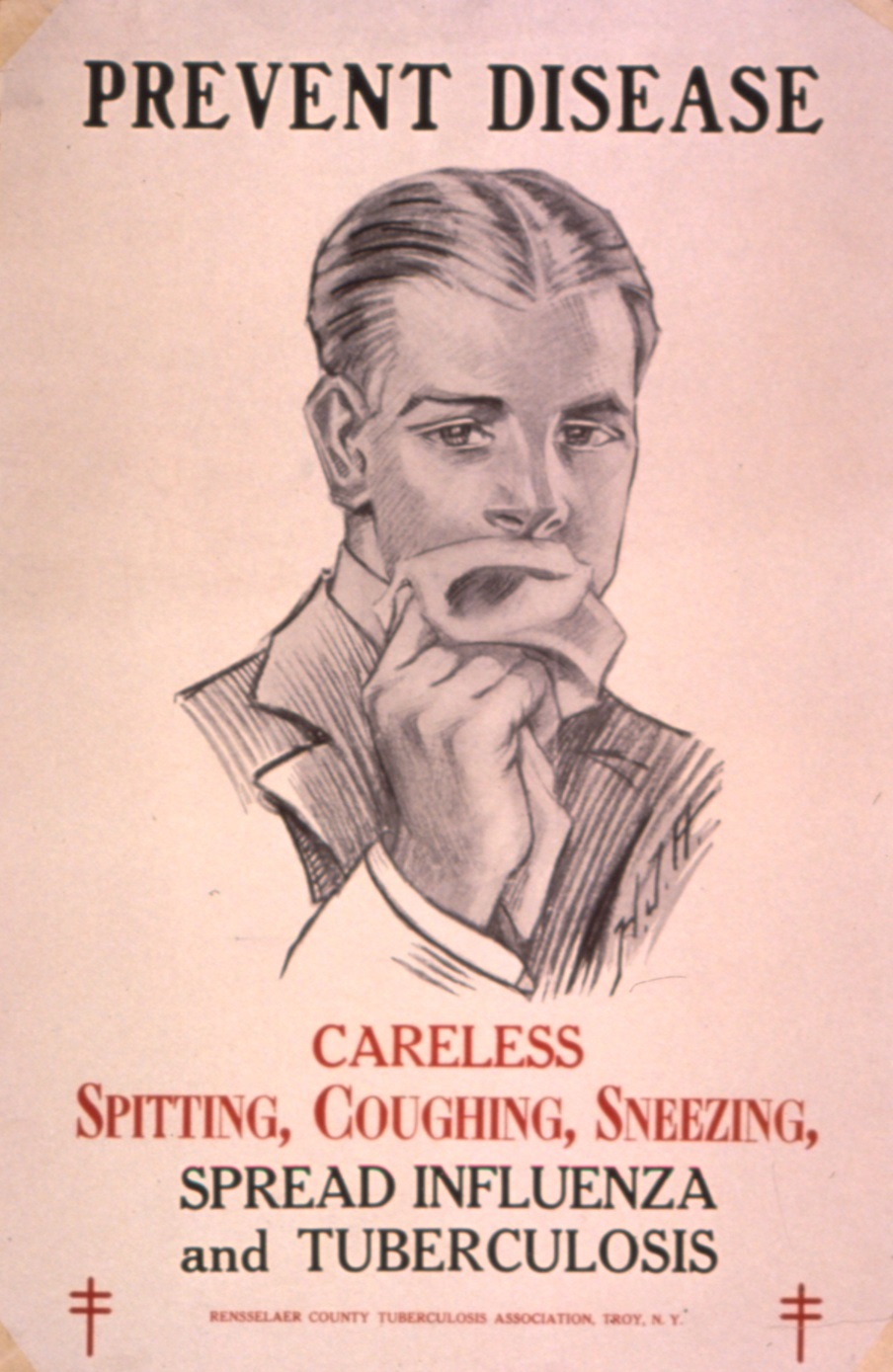
Veřejné kampaně se snažily o zastavení TBC. Překlad anglického nápisu: „Zabraňte onemocnění. Bezohledné plivání, kašlání a kýchání šíří chřipku a tuberkulózu.“

Ve starověku se léčba soustředila na stravu nemocných. Plinius starší popsal několik metod ve své knize Historia naturalis: „vlčí játra ponořená v řídkém víně, sádlo prasete krmeného trávou nebo kůže oslice ponořená ve vývaru“. Avicenna psal o tuberkulóze ve své knize Kánon medicíny z počátku 11. století. Po Řecích převzal myšlenku, že onemocnění způsobuje znečištění vzduchu (teorie miasmat).
I když v roce 1689 Richard Morton objevil, že plicní tuberkulóza je spojena s nádory („tuberkly“), nebyla tuberkulóza až do 20. let 19. století kvůli rozmanitosti symptomů označena za jedno onemocnění. Jako „tuberkulózu“ ji pojmenoval v roce 1839 Johann Lukas Schönlein. Mezi lety 1838–1845 se John Croghan, majitel Mamutí jeskyně, snažil vyléčit několik pacientů stálou teplotou a čistotou vzduchu v této jeskyni; všichni nemocní do roka zemřeli. První sanatorium pro pacienty nakažené tuberkulózou otevřel v roce 1854 Hermann Brehmer v Görbersdorfu v Německu (dnešní Sokołowsko v Polsku).
Bacil způsobující tuberkulózu, Mycobacterium tuberculosis, objevil a popsal 24. března 1882 Robert Koch, který za tento objev v roce 1905 získal Nobelovu cenu za fyziologii a lékařství. Koch nevěřil, že dobytčí a lidská tuberkulóza jsou podobné, což opozdilo objev, že zdrojem infekce je mléko. Tento zdroj byl později odstraněn pasterizací. Koch v roce 1890 prohlásil, že lékem proti tuberkulóze je glycerolový extrakt bacilu tuberkulózy, a nazval ho „tuberkulin“. Léčba touto látkou byla neúspěšná, ale později se ujala při diagnóze tuberkulózy.
Prvního úspěchu s očkováním proti tuberkulóze dosáhli Albert Calmette a Camille Guérin, když v roce 1906 vynalezli bacil Calmettův-Guérinův (BCG). Vakcína BCG byla na lidech poprvé použita v roce 1921 ve Francii, ale v USA, Spojeném království a Německu byla přijata až po druhé světové válce.
Tuberkulóza byla v 19. a 20. století známa jako endemické onemocnění chudých venkovanů. V roce 1815 zapříčinila jedno ze čtyř úmrtí v Anglii; v roce 1918 byla příčinou jednoho ze šesti úmrtí ve Francii. Ve 20. století způsobila celkově zhruba 100 milionů úmrtí lidí. Poté, co se v 80. letech 19. století zjistilo, že je nakažlivá, byla tuberkulóza v Británii prohlášena za onemocnění podléhající hlášení; existovaly snahy o zákaz plivání na veřejných místech a infikovaní chudí lidé byli nuceni ke vstupu do sanatorií, která připomínala vězení; sanatoria pro střední a vyšší třídy poskytovala nepřetržitou lékařskou pomoc. I v nejlepších sanatoriích umíralo 50 % nemocných do pěti let po vstupu (údaj z roku 1916).
V Evropě úmrtí v následku tuberkulózy klesla z 500/100 000 obyvatel v roce 1850 na 50/100 000 obyvatel v roce 1950. Zlepšování zdravotnictví zapříčinilo úbytek tuberkulózy ještě před příchodem antibiotik. Tuberkulóza zůstala tak závažným onemocněním, že když byl v roce 1913 ve Spojeném království založen Medical Research Council, jeho počátečním zaměřením byl výzkum tuberkulózy.
Účinná léčba tuberkulózy přišla až s vývojem streptomycinu. Ten 19. října 1943 poprvé izoloval Albert Schatz, student Selmana Abrahama Waksmana na Rutgers University. Waksman poté v roce 1952 za objev získal Nobelovu cenu za fyziologii a medicínu. Do té doby byly jediným způsobem léčby sanatoria a chirurgické zákroky, jako např. bronchoskopie nebo iatrogenní pneumotorax. Chirurgické zákroky se ale ukázaly neefektivními. Do procesu léčby byly znovu zahrnuty až s příchodem multirezistentní tuberkulózy. Při její léčbě se chirurgicky odstraňují infikované tkáně a snižuje se tak počet bakterií v plicích a zbývající bakterie jsou více vystaveny lékům kolujícím v krevním oběhu. Předpokládá se tedy, že se tím zvyšuje účinnost chemoterapie.
Naděje na úplné vymýcení tuberkulózy byla napadena příchodem rezistentních typů v 80. letech 20. století. Např. ve Spojeném království se počet případů snížil ze 117 000 v roce 1913 na zhruba 5 000 v roce 1987, ale pak zase vzrostl na 6300 v roce 2000 a 7600 v roce 2005.
Návrat tuberkulózy vyústil v oznámení Světové zdravotnické organizace (WHO) v roce 1993 o nouzovém stavu ohrožení tímto onemocněním. Odhaduje se, že každým rokem celosvětově přibývá půl milionu nových případů onemocnění multirezistentní tuberkulózou (MDR-TB). V roce 2010 byl po dvaceti letech objeven nový druh bakterie řadící se do Mycobacterium tuberculosis komplexu, M. mungi.

### Oběti tuberkulózy
Na tuberkulózu zemřel Josef II., Václav II., Karel Havlíček Borovský, Josef Kajetán Tyl, Frederyk Chopin, Molière, Friedrich Schiller, Anton Pavlovič Čechov, Louis Braille a další.

## Původce

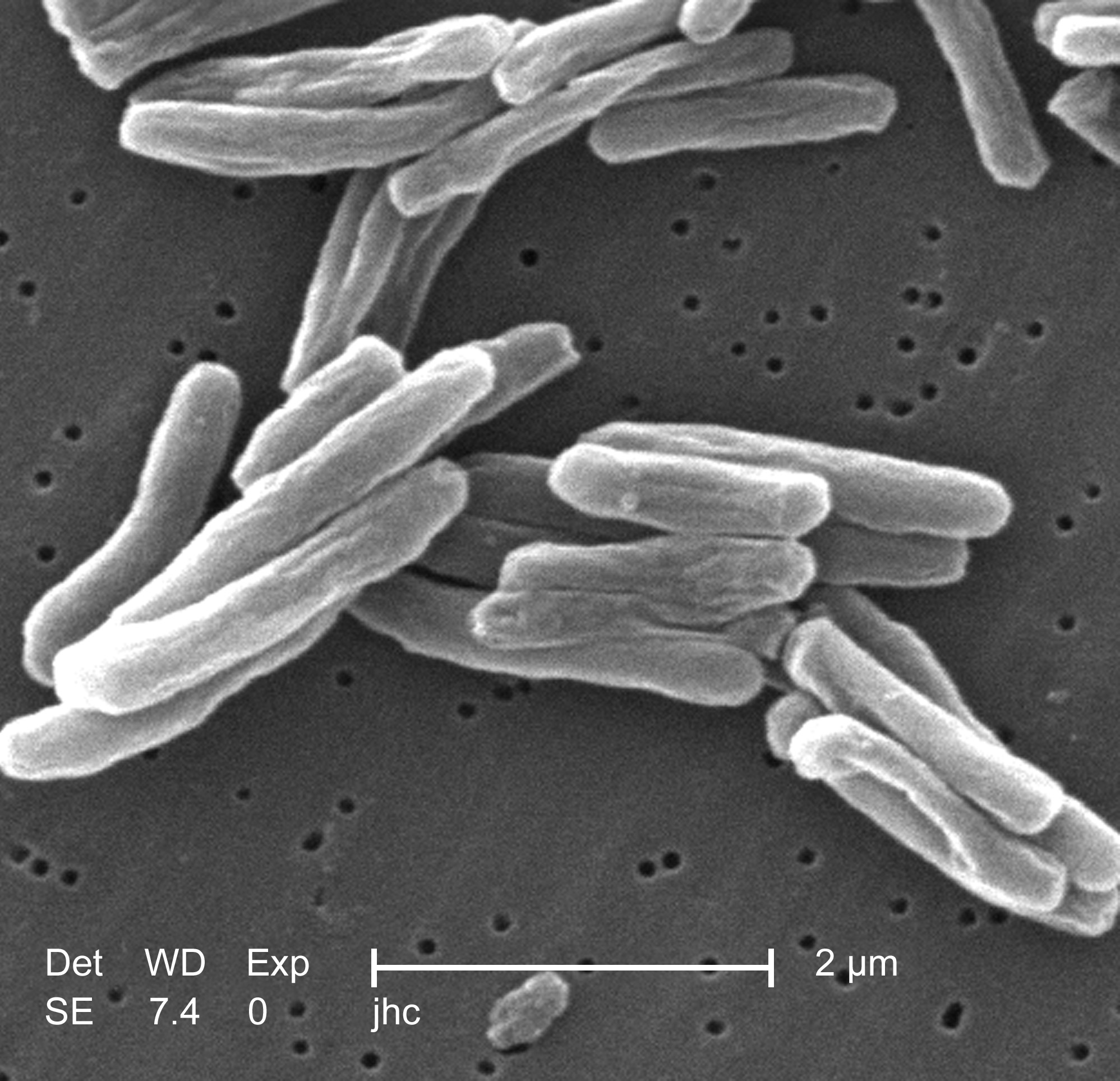
Elektronová mikrofotografie bakterie Mycobacterium tuberculosis

Hlavním původcem tuberkulózy, Mycobacterium tuberculosis (MTB), je malá aerobní tyčinkovitá bakterie. Vysoký obsah lipidů způsobuje mnoho z jejích výjimečných vlastností. Dělí se každých 16–20 hodin, což je v porovnání s ostatními bakteriemi, které se většinou dělí za méně než hodinu, extrémně pomalé. Protože MTB má buněčnou stěnu, ale ne dvojici vnější a vnitřní plazmatické membrány, je klasifikována jako grampozitivní bakterie. Během Gramova barvení se ale kvůli vysokému obsahu lipidů v buněčné stěně barví buď velmi málo nebo vůbec. MTB je schopna odolat slabé dezinfekci a dokáže přežít několik týdnů v suchém stavu. V přírodě může růst pouze v buňkách hostitele, ale lze ji pěstovat in vitro.

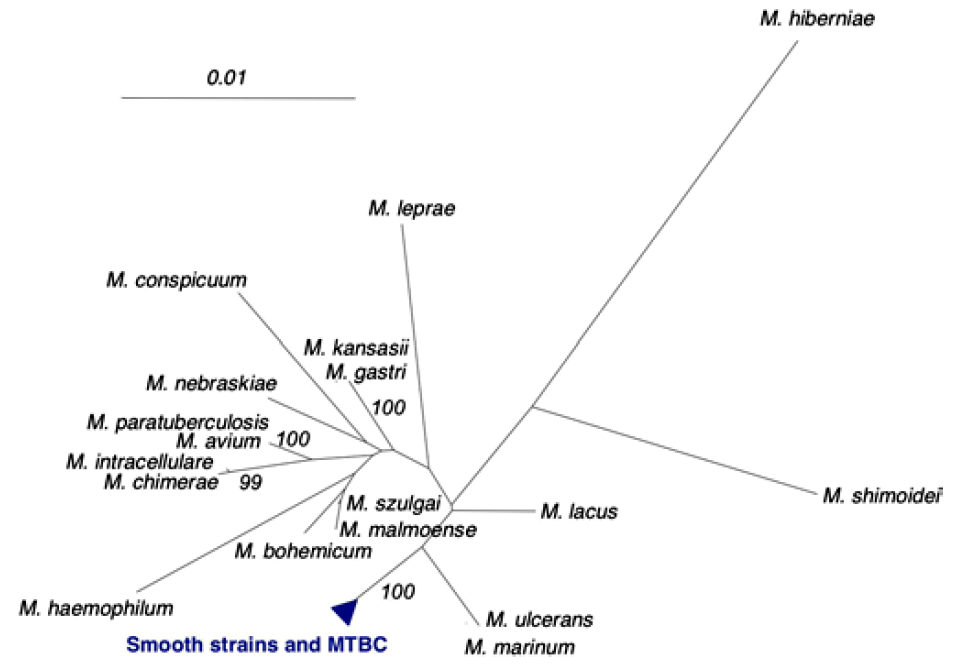
Fylogenetický strom rodu Mycobacterium

Pomocí barvících mikrobiologických metod lze M. tuberculosis detekovat ve sputu. Nejčastěji používanou metodou je Ziehl-Neelsenovo barvení, při kterém se M. tuberculosis zbarví červeně. K vizualizaci MTB lze využít i směs auramin-rhodamin a fluorescenční mikroskopii.
Do komplexu M. tuberculosis, což je skupina geneticky blízkých mykobakterií, které způsobují tuberkulózu, patří ještě M. bovis, M. africanum, M. canetti a M. microti. M. africanum není hojně rozšířená, ale v některých částech Afriky patří mezi důležité původce tuberkulózy. M. bovis byla v minulosti běžnou příčinou tuberkulózy lidí, ale zavedením metody pasterizace mléka se infekce tímto druhem téměř eliminovala. M. canetti je výjimečná a vyskytuje se téměř výhradně v Africe, i když bylo zaznamenáno několik případů výskytu této bakterie u afrických emigrantů. M. microti je nejčastěji pozorována u lidí s poškozenou imunitou, i když je možné, že prevalence tohoto patogenu byla podceněna.
Dalšími známými zástupci z rodu Mycobacterium jsou M. leprae, komplex Mycobacterium avium a M. kansasii. Poslední dvě zmíněné patří do skupiny netuberkulózních mykobakterií (NTM), které sice nezpůsobují tuberkulózu ani lepru, ale způsobují plicní onemocnění podobná tuberkulóze.

## Epidemiologie

Mapa úmrtí v následku tuberkulózy na 100 000 obyvatel z roku 2004.

V roce 2007 byla nejvyšší prevalence tuberkulózy na 100 000 obyvatel v subsaharské Africe a Asii.

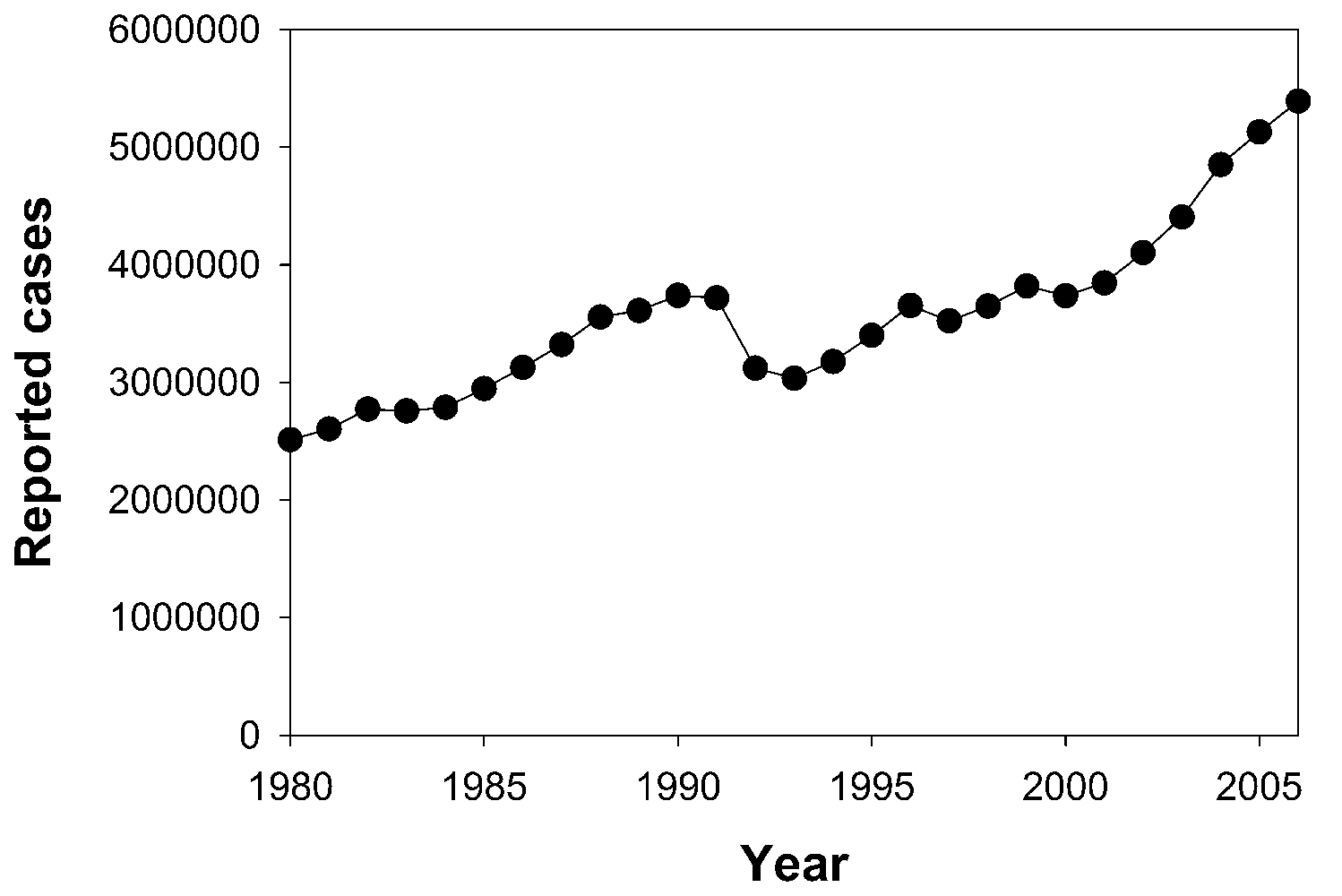
Počet nově nahlášených případů tuberkulózy za rok. Data pochází ze Světové zdravotnické organizace.

Bakterií M. tuberculosis je nakažena zhruba třetina světové populace a zhruba každou sekundu je infikován nový člověk. Ne všechny tyto nákazy ale způsobují tuberkulózu a některé jsou asymptomatické. Předpokládá se, že v roce 2007 bylo na světě zhruba 13,7 milionů lidí s aktivní formou tuberkulózy, z toho 9,3 milionů bylo nových případů. Ve stejném roce na tuberkulózu zemřelo 1,8 milionu lidí. Roční incidence se pohybovala mezi 363 případy na 100 000 lidí v Africe a 32 případy na 100 000 lidí v Americe. Tuberkulóza způsobuje z infekčních onemocnění nejvíce úmrtí žen v reproduktivním věku a je jednou z hlavních příčin úmrtí u lidí s HIV/AIDS.
Zvyšování počtu nákaz virem HIV a zanedbávání programů na kontrolu tuberkulózy vedly k nové vlně tohoto onemocnění. Přispěl k tomu i nástup rezistentních typů tuberkulózy, kdy mezi lety 2000 a 2004 bylo 20 % případů rezistentních proti prvořadým antibiotikům a 2 % i proti druhořadým. Rychlost výskytu nových onemocnění tuberkulózou se velmi liší, a to i u sousedních států, nejspíše kvůli rozdílům ve zdravotních systémech.
V roce 2007 bylo státem s největší incidencí Svazijsko s 1200 případy na 100 000 lidí. Indie měla nejvíce nově nahlášených případů – 2 miliony. Ve vyspělých zemích je tuberkulóza méně častá. Ve Spojeném království v roce 2007 činil národní průměr 15 nových případů na 100 000 lidí a největší míra incidence v západní Evropě byla 30/100 000 v Portugalsku a Španělsku. V Číně to pak bylo 98/100 000, v Brazílii 48/100 000 a ve Spojených státech 4/100 000. V Kanadě se tuberkulóza vyskytuje v některých venkovských oblastech. V Česku v roce 2007 činila incidence 9/100 000 s celkovým počtem 893 nakažených.
V 10. letech 21. století byl zaznamenán v Evropě nárůst počtu případů tuberkulózy, způsobený i migrací množství obyvatel ze zemí s velkým výskytem onemocnění. Ve Francii, Spojeném království, Německu a Španělsku bylo v roce 2014 zaznamenáno 75 % všech případů tuberkulózy právě u cizinců. I proto byly doporučeny u migrantů screeningové programy.
Incidence tuberkulózy se mění s věkem. V Africe tuberkulóza postihuje převážně adolescenty a mladé lidi. Tam, kde se incidence relativně rychle prudce snížila, např. ve Spojených státech, postihuje spíše staré lidi nebo lidi se ztrátou imunity.

### Rizikové faktory
Existuje několik známých faktorů, které zvyšují vnímavost na tuberkulózu: celosvětově nejvýznamnějším je HIV. Koinfekce virem HIV je problémem hlavně v subsaharské Africe, kde je nákaza tímto virem velmi častá. Kouření 20 a více cigaret denně zvyšuje riziko nákazy tuberkulózou dvakrát až čtyřikrát.
Na velikost rizika může mít vliv i strava. Např. mezi indickými imigranty v Londýně mají vegetariánští hinduisté zhruba 8,5krát větší šanci na rozvoj tuberkulózy než muslimové, kteří denně jedí maso a ryby. I když to není důkaz příčinné souvislosti, může být toto zvýšené riziko způsobeno nedostatkem stopových prvků: nejspíše železa, vitamínu B12 nebo vitamínu D. Další výzkumy poskytly více důkazů o spojitosti nedostatku vitamínu D se zvýšeným rizikem onemocnění tuberkulózou. V některých rozvojových zemích způsobuje velký nárůst rizika rozvoje aktivní tuberkulózy malnutrice, která poškozuje imunitní systém. Spolu s přelidněním může být malnutrice jednou z hlavních příčin silné spojitosti mezi tuberkulózou a chudobou.
Lidé se silikózou mají zhruba 30× větší šanci získat tuberkulózu. Částice oxidu křemičitého dráždí dýchací soustavu a způsobují imunogenní reakce jako např. fagocytózu, které zase způsobují zanesení mízních cév. Právě zhoršení funkce makrofágů způsobené částicemi oxidu křemičitého zvyšuje riziko rozvoje tuberkulózy. Lidé s chronickým selháním ledvin a hemodialýzou mají také zvýšené riziko rozvoje tuberkulózy.
Lidé s cukrovkou mají dvakrát až čtyřikrát větší riziko rozvoje aktivní tuberkulózy než lidé bez tohoto onemocnění, a toto riziko je vyšší u lidí s diabetes mellitus I. typu. Mezi další klinické stavy, které jsou spojovány s aktivní tuberkulózou, patří např. gastrektomie, transplantace ledvin a srdce, karcinom hlavy a krku a další nádory (např. karcinom plic, lymfomy nebo leukemie).
Se zvýšeným rizikem rozvoje tuberkulózy je také spojena nízká váha. Index tělesné hmotnosti (BMI) menší než 18,5 zvyšuje riziko 2krát až 3krát. Zvýšení tělesné hmotnosti riziko snižuje. Lidé s diabetes mellitus mají zvýšené riziko rozvoje tuberkulózy a hůře reagují na léčbu, což může být způsobeno zhoršeným vstřebáváním léků. Není to tak, že by diabetici měli zvýšené riziko zisku latentního stádia tuberkulózy, ale spíše je u nich vyšší pravděpodobnost přechodu z latentního do aktivního stádia.
Mezi další faktory zvyšující riziko rozvoje tuberkulózy patří např. sdílení injekcí uživateli drog; dlouhodobá kortikosteroidní nebo jiná imunosupresivní terapie; selhání imunity (30–40 % lidí s AIDS má také tuberkulózu); Hodgkinova nemoc; střevní bypass; chronická porucha vstřebávání; nedostatek vitamínu D; malnutrice; a alkoholismus.
Výzkum dvojčat ve čtyřicátých letech 20. století naznačil, že vnímavost na tuberkulózu je dědičná. Jestliže jedno z dvojčat získalo tuberkulózu, druhé mělo vyšší pravděpodobnost získat toto onemocnění, pokud byla dvojčata jednovaječná. Tato zjištění byla potvrzena novějšími výzkumy v Jihoafrické republice. S vnímavostí na tuberkulózu je spojen polymorfismus genu IL12B.
Některé léky, např. léky proti revmatoidní artritidě, které blokují funkci bílkoviny TNF-α (cytokinu vyvolávajícího záněty), zvyšují riziko aktivace latentní infekce kvůli důležitosti tohoto cytokinu při imunitní obraně proti tuberkulóze.

## Patogeneze
Když lidé s aktivní plicní tuberkulózou vykašlávají, kýchají, mluví nebo plivají, vylučují nakažlivé kapičky aerosolu o velikosti 0,5–5 µm v průměru. Jedním kýchnutím mohou vyloučit až 40 000 kapiček. Každá z těchto kapiček může přenést tuberkulózu, protože infekční dávka tohoto onemocnění je velmi malá a infekci může způsobit i vdechnutí méně než deseti bakterií.
Míra infekčnosti u lidí s dlouhodobým, častým a intenzivním kontaktem s tuberkulózou činí zhruba 22 %. Člověk s aktivní a neléčenou tuberkulózou průměrně nakazí 10–15 lidí za rok. Dalšími rizikovými skupinami lidí jsou uživatelé drog injekčními stříkačkami, obyvatelé hojně obydlených oblastí, chudé vrstvy, vysokorizikové rasové nebo etnické menšiny, lidé se ztrátou imunity, uživatelé imunosupresivních léků a zdravotní pracovníci pracující s těmito rizikovými skupinami.
Přenášet onemocnění mohou pouze lidé s aktivní – nelatentní – formou tuberkulózy. Pravděpodobnost přenosu z osoby na osobu závisí na počtu infikovaných kapiček vyloučených nakaženým člověkem, efektivitě ventilace, době vystavení a virulenci konkrétní varianty M. tuberculosis.
Řetězec přenosu lze přerušit izolací lidí nakažených aktivní formou tuberkulózy a zahájením protituberkulózní terapie. Po dvou týdnech léčení většinou lidé nakažení nerezistentním typem aktivní tuberkulózy přestávají být nakažlivými. Po nakažení člověka trvá tři až čtyři týdny, než se onemocnění může přenést na další lidi.
Zhruba 90 % lidí nakažených bakterií Mycobacterium tuberculosis má asymptomatickou, latentní tuberkulózu. U aktivní formy platí, že bez léčby je smrtelná z více než 50 %.
Infekce začíná, když mykobakterie dosáhnou plicních sklípků, kde vniknou do endozomů alveolárních makrofágů a rozmnoží se. Hlavní místo infekce v plicích se nazývá Ghonův komplex, který se většinou nachází ve vrchní části spodního laloku nebo ve spodní části vrchního laloku. Bakterie pohltí dendritické buňky, které bakteriím znemožní replikaci, ale roznesou je do mízních uzlin. Dále jsou bakterie roznášeny přes krevní oběh do dalších tkání a orgánů a mohou vznikat druhotná poškození v plicích, okrajových mízních uzlinách, ledvinách, mozku a kostech. Tuberkulóza může poškodit jakékoli části těla, ale jen výjimečně poškodí srdce, příčně pruhované svaly, slinivku břišní nebo štítnou žlázu.
Tuberkulóza je zařazována mezi granulomatózní záněty. Mezi buňky, které granulomy vytvářejí, patří makrofágy, T-lymfocyty, B-lymfocyty a fibroblasty. Granulom zabraňuje šíření mykobakterií a poskytuje místo, kde se buňky imunitního systému snaží onemocnění zastavit. Bakterie v granulomu mohou přejít do nečinného stádia a to pak vyústí v latentní formu tuberkulózy. Tuberkulózní granulomy také vytvářejí mrtvé buňky (nekróza) ve středu nádoru. Tyto mrtvé buňky vzhledem připomínají sýr a této nekróze se proto říká kaseózní nekróza.
Jestliže bakterie tuberkulózy vniknou do krevního oběhu z místa poškozené tkáně, šíří se tělem a zanechávají po sobě mnoho ložisek infekce, která vypadají jako malé bílé nádory. Tato rozšířená forma tuberkulózy je nejčastější u dětí a u starších lidí a nazývá se miliární tuberkulóza. Lidé s touto tuberkulózou bez léčby umírají téměř ve 100 % případů, s léčbou se pak míra fatality snižuje zhruba na 10 %.
V mnoha případech se infekce rozšiřuje a zase ubývá. Poškození tkání a nekrózu vyvažují hojení a fibróza. Nakažené tkáně jsou nahrazeny jizvami a dutiny jsou zaplněny bílým nekrotickým materiálem. Během aktivní formy tuberkulózy lze obsah některých těchto dutin vykašlat. Vykašlaný materiál obsahuje žijící bakterie, takže může přenášet infekci. Léčba vhodnými antibiotiky bakterie usmrcuje a umožňuje hojení. Po léčbě jsou nakažené oblasti nahrazeny zjizvenými tkáněmi.
Neléčená tuberkulóza může způsobit lobární pneumonii.

## Klinické příznaky a symptomy

Hlavní symptomy různých druhů a fází tuberkulózy s tím, že některé symptomy se projevují ve více druzích tuberkulózy a jiné jsou specifičtější pro určité druhy. Člověk může trpět více variantami najednou.

Poté, co onemocnění přejde do aktivního stadia, v 75 % případů zahrnuje infekci plic (plicní tuberkulóza). Mezi symptomy patří bolest hrudi, vykašlávání krve a kašel trvající déle než tři týdny, horečka, třesavka, noční pocení, ztráta chuti k jídlu, ztráta tělesné hmotnosti, pobledlost a únava.
Ve zbylých 25 % případů se infekce přesune z plic a způsobuje jiné formy tuberkulózy, kterým se hromadně říká mimoplicní tuberkulóza. To častěji probíhá u lidí s potlačenou imunitou a u malých dětí. Při tuberkulóze mízních uzlin (krtice) uzliny natékají a později z nich může začít vytékat tekutina. Tuberkulóza kostí a kloubů způsobuje bolest a oslabení kostí, které jsou pak náchylnější na zlomeniny. Může postihovat prakticky všechny kosti, např. obratle (Pottova nemoc) nebo čelistní kosti – z nich nejčastěji lícní kost, do které se šíří hematogenně (přenos krevní cestou) nebo per continuitatem (přestupem skrz tkáně), a projevy jsou charakteristické vznikem píštělí a vtažených jizev. Symptomy tuberkulózy trávicí soustavy jsou bolest břicha, průjem a krvácení z řitního otvoru. Urogenitální tuberkulóza způsobuje např. bolest při močení a krvavou moč a tuberkulóza centrální nervové soustavy způsobuje mimo jiné bolest hlavy, zamlžené vidění a záchvaty. Dále existuje např. tuberkulóza kůže (lupus vulgaris nebo tuberculosis verrucosa cutis) způsobující pupínky, bradavice, puchýře nebo vředy nebo tuberkulóza osrdečníku způsobující těžkosti při dýchání a bolest hrudi. Obzvláště nebezpečnou formou tuberkulózy je miliární tuberkulóza, která napadá několik míst zároveň. Mimoplicní a plicní tuberkulóza mohou probíhat současně.

## Diagnostika

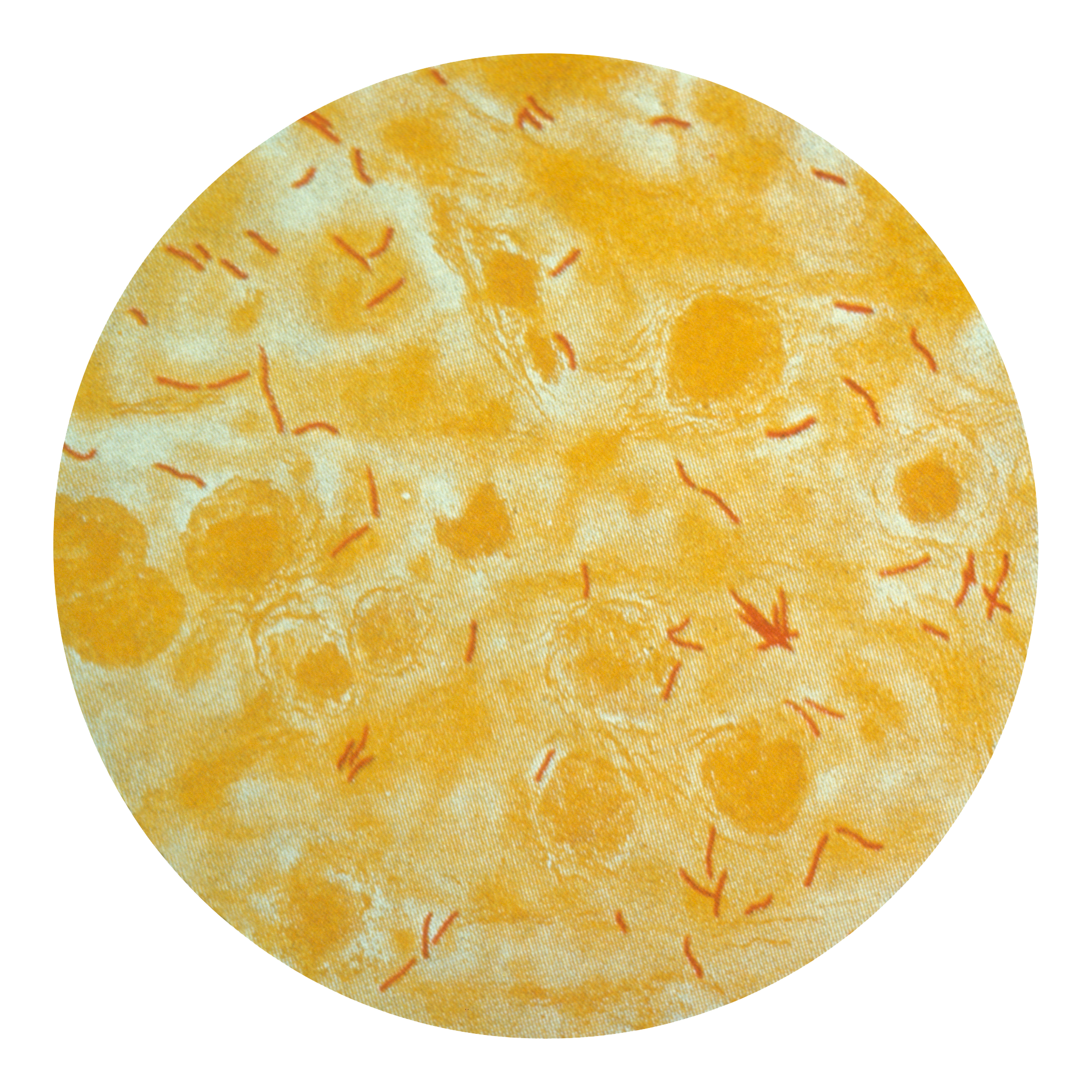
Mycobacterium tuberculosis (zbarvená červeně) ve sputu

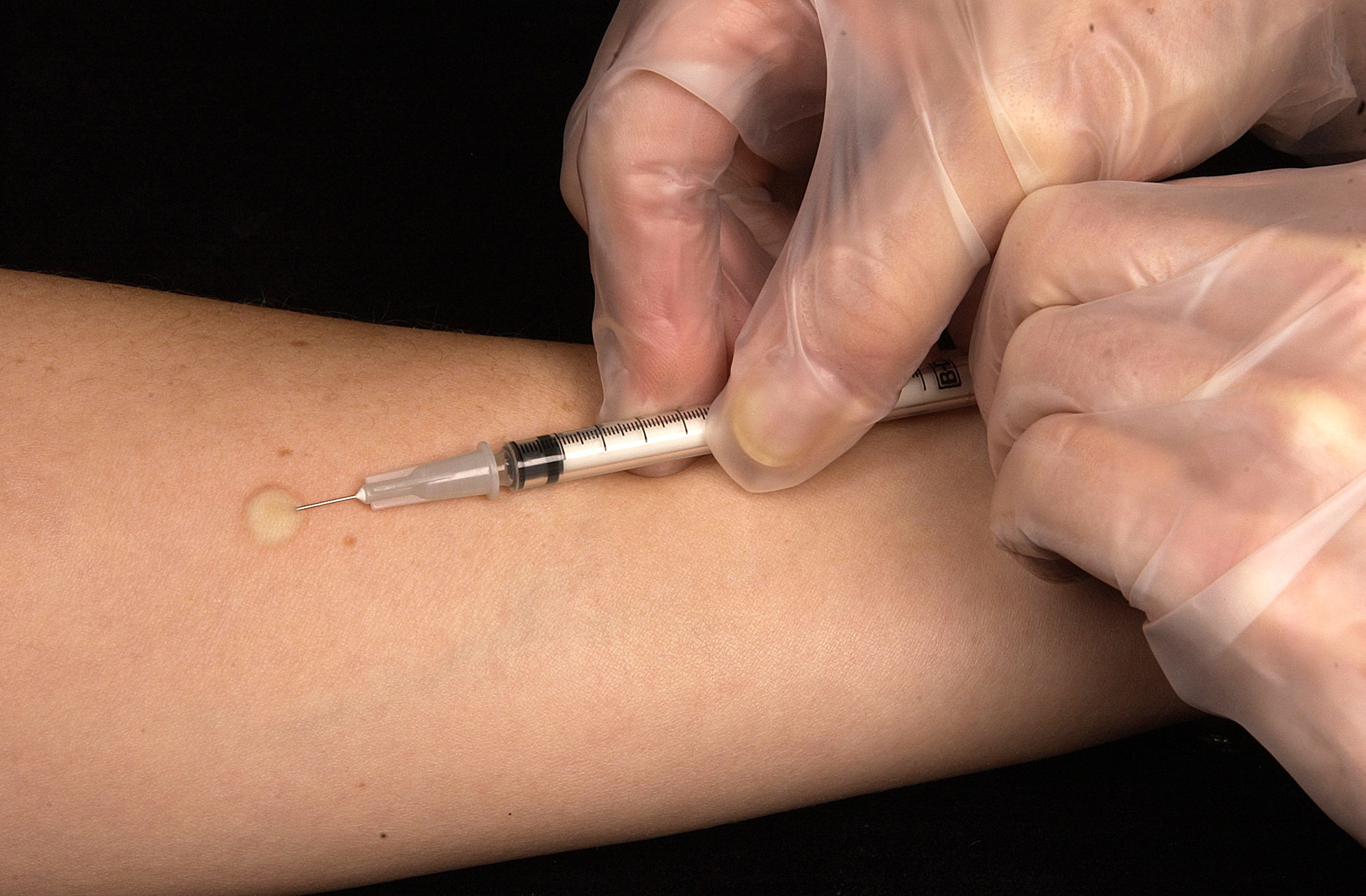
Tuberkulinový kožní test

Rozhodujícím diagnostickým kritériem je průkaz tuberkulózních bacilů (Mycobacterium tuberculosis) v klinickém vzorku (např. ve sputu nebo hnisu), a to buď kultivačně nebo mikroskopicky. Když ho z nějakého důvodu nelze získat, je diagnóza možná pomocí zobrazování (např. rentgenu), tuberkulinového testu, histopatologie anebo pomocí Interferon Gamma Release Assay (IGRA), ale tyto metody jsou často neprůkazné.
Celková diagnóza při podezření z tuberkulózy by měla obsahovat anamnézu, fyzické vyšetření, rentgen hrudi, mikrobiologický vzorek (např. sputum) a buněčnou kulturu. Může obsahovat i tuberkulinový test a sérologický test. Hlavním problémem diagnózy je kultivace tohoto pomalurostoucího organismu v laboratoři, která může trvat 4–12 týdnů. Jako kultivační médium může sloužit krevní agar nebo Lowensteinovo-Jensenovo médium.
V současné době bývá latentní forma infekce diagnostikována u neočkovaných lidí tuberkulinovým kožním testem, který způsobuje reakci na vzorek M. tuberculosis. Ti, kteří už proti tuberkulóze očkováni byli, na tento test reagují mnohem citlivěji. Tuberkulinový test má tu nevýhodu, že někdy může být negativním i za přítomnosti tuberkulózy, zvláště pokud má testovaný člověk komorbidní sarkoidózu, Hodgkinovu nemoc, malnutrici nebo dokonce aktivní formu tuberkulózy. Novější testy pomocí interferonů gama (Interferon Gamma Release Assay – IGRA) některé z těchto problémů překonaly. Testy IGRA jsou krevní testy in vitro a jsou přesnější než kožní testy. dokážou odhalit uvolňování interferonu gama v reakci na mykobakteriální bílkoviny jako ESAT-6. Testy nejsou ovlivněny předchozím očkováním ani netuberkulózními mykobakteriemi, takže vracejí méně nesprávných pozitivních výsledků. Neexistují důkazy, že testy IGRA jsou citlivější než kožní testy.
Některé nově vyvinuté testy jsou rychlejší a přesnější než výše zmíněné. Mezi ně patří i test pomocí polymerázové řetězové reakce, který slouží ke zjištění bakteriální DNA. Jeden z těchto testů vrací výsledek do 100 minut a v současné době je nabízen 116 rozvojovým zemím se slevou zajištěnou WHO a nadací Billa a Melindy Gatesových.

## Prevence

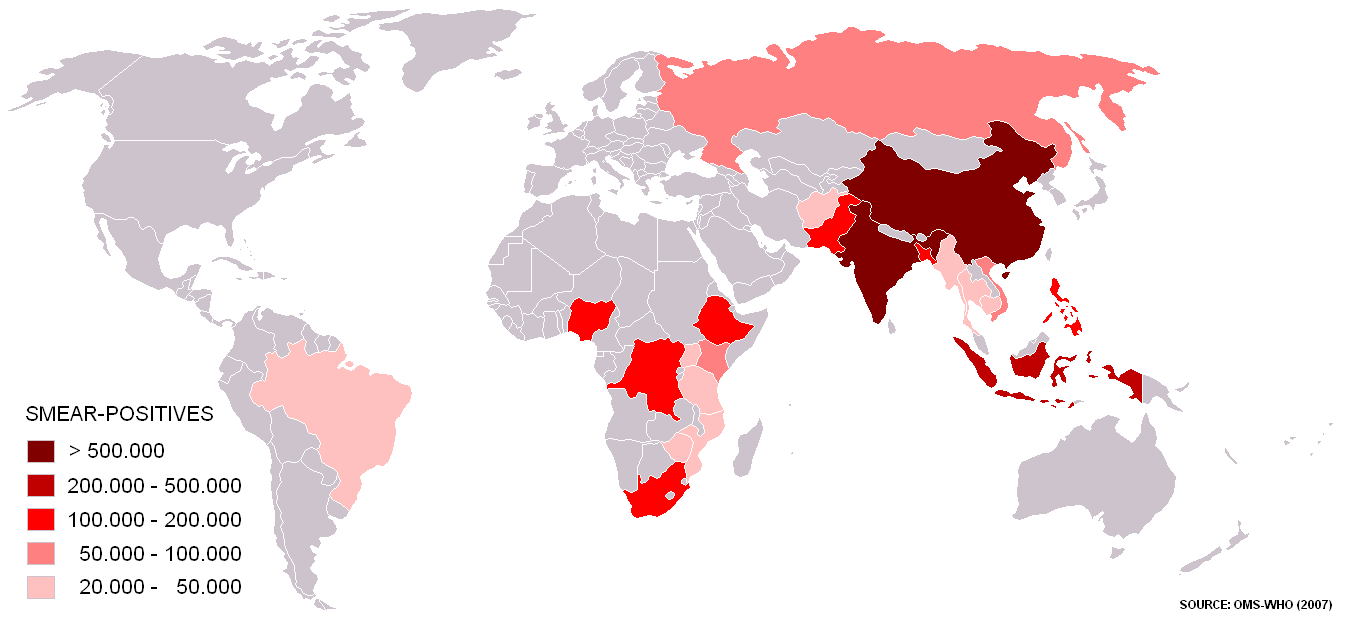
Mapa zobrazující 22 „států s vysokou zátěží“, které mají podle WHO na svědomí 80 % nových případů tuberkulózy ročně.

K prevenci a kontrole tuberkulózy se přistupuje ve dvou úrovních. První spočívá v identifikaci osob s tuberkulózou a lidí, s kterými se stýkají, a jejich následná léčba. Druhou úrovní je očkování dětí. Není dostupná žádná vakcína, která by poskytovala spolehlivou ochranu pro dospělé osoby. V tropických oblastech ale jako částečná ochrana může fungovat vystavení netuberkulózním mykobakteriím.
Světová zdravotnická organizace (WHO) vyhlásila v roce 1993 nouzový stav ohrožení tuberkulózou a Stop TBC Partnership vyvinulo Celosvětový plán pro zastavení tuberkulózy (Global Plan to Stop Tuberculosis), který měl za cíl zachránit 14 milionů životů mezi lety 2006 až 2015.

### Vakcíny
Mnoho zemí využívá jako součást programu pro kontrolu tuberkulózy očkování bacilem Calmettovým-Guérinovým (BCG), a to hlavně pro kojence. BCG je jedna z nejčastěji využívaných vakcín současnosti, ve státech s národními programy vakcinace přesahuje míra zastoupení této vakcíny 80 %. Jedním ze států, který BCG ve velké míře neposkytuje, jsou Spojené státy, kde tuberkulóza není tak častým onemocněním. BCG byl první vakcínou proti tuberkulóze. Od roku 1905 na něm v Pasteurově ústavu pracovali Albert Calmette a Camille Guérin a první testy na lidech provedli v roce 1921. Úmrtí způsobená špatnými výrobními procesy ale vytvořila veřejný odpor k BCG a hromadné očkování tak bylo odloženo až na dobu po druhé světové válce. Metaanalýza několika studií ukázala, že účinnost vakcín BCG proti některým formám TBC u dětí jako je tuberkulózní meningitida a miliární tuberkulóza je vyšší než 80 %. Naproti tomu, účinnost BCG vakcín proti plicní formě TBC u dospívajících a dospělých se pohybuje od 0 do 80 %. Příčina tak velkého rozptylu hlášených účinností ochrany před plicní formou není známa, ale předpokládá se, že svoji roli hrají rozdíly mezi jednotlivými kmeny používanými při očkování, různá expozice sledovaných populací mykobaktériím v životním prostředí a genetické a výživové rozdíly jednotlivých populací. Očkování bylo v ČR povinné od roku 1953 do roku 2010.
V současné době existuje celosvětově více případů tuberkulózy než kdykoli v historii. V Jihoafrické republice, státě s nejvyšší prevalencí tuberkulózy, je BCG očkováno každé dítě ve věku do tří let. BCG má slabší účinky v oblastech, kde je malá prevalence mykobakterií.
V současnosti existují snahy o vývoj novějších vakcín na prevenci tuberkulózy. První rekombinantní vakcína proti tuberkulóze, Mtb72F, vešla v USA do fáze klinického testování v roce 2004. Výzkum z roku 2005 ukázal, že DNA vakcína proti tuberkulóze podávaná s obvyklou chemoterapií může u myší urychlit mizení bakterií a ochránit proti opětovné nákaze v budoucnosti. Další vakcína MVA85A je založena na geneticky modifikovaném viru vaccinia (který fungoval jako vakcína proti neštovicím). Pro vývoj nových vakcín se používá mnoho různých strategií. Některé z těchto vakcín lze podávat bez použití jehel, což je výhodné pro oblasti s častými případy AIDS.

#### Pozitivní vedlejší účinky
Stimulace imunitního systému vakcinací BCG zřejmě představuje faktor, který snižuje riziko vzniku maligního melanomu. Pfahlberg a kol. publikovali v roce 2002 studii designovanou jako retrospektivní analýza případů a kontrol, ve které zjistili, že odds ratio je po očkování 0,44. BCG kmeny se testují jako prostředek ke stimulaci buněčné odpovědi imunitního systému při terapii řady nádorů, v některých případech se dostalo užití této formy imunoterapie i do klinické praxe.

## Léčba
Léčba tuberkulózy spočívá v podávání antibiotik (antituberkulotik), které usmrcují bakterie. Kvůli neobvyklé struktuře a chemickému složení buněčné stěny mykobakterií, které snižují účinnost antibiotik, je ale léčba obtížná. V současné době jsou za nejúčinnější považovány plně kontrolované krátkodobé režimy (DOTS – Directly Observed Treatment Short-Course). Používají se 4 kategorie léčby, a to podle lokalizace, rozsahu onemocnění a bakteriologického nálezu. První kategorii tvoří nová bakteriologicky ověřená onemocnění a klinicky závažné formy plicní a mimoplicní tuberkulózy, druhou recidivy, léčebné neúspěchy a přerušené léčby, třetí méně závažné formy neověřené plicní a mimoplicní tuberkulózy, a čtvrtou tvoří ostatní případy, tedy lidé, kteří jsou bakteriologicky pozitivní i po úspěšném dokončení léčby. Na léčbu každé kategorie se používá jiný léčebný režim.
Dvěma nejpoužívanějšími antibiotiky jsou isoniazid a rifampicin. Na rozdíl od většiny ostatních bakteriálních infekcí vyžaduje tuberkulóza mnohem delší dobu léčby (mezi 6 a 24 měsíci). Příčinou je pomalé dělení a vysoká koncentrace lipidů snižujících prostupnost buněčné stěny. Před začátkem léčby je vhodné stanovit citlivost mykobakteriálního kmene k základním antituberkulotikům (izoniazid, streptomycin, rifampicin, etambutol a pyrazinamid). Léčebný režim je obvykle rozdělen na dvě fáze: iniciační (běžně 2 měsíce a za hospitalizace) a pokračovací (většinou ambulantní), která následuje bezprostředně poté. K léčbě latentní tuberkulózy většinou postačí používat jeden typ antibiotik, ale aktivní formu je vhodnější léčit kombinací různých druhů antibiotik, aby se u bakterie nevyvinula antibiotická rezistence. Léčba lidí s latentní tuberkulózou probíhá kvůli prevenci přechodu do aktivního stádia.

### Antibiotická rezistence
Existují dva druhy rezistentní tuberkulózy. Primární rezistence vzniká nakažením rezistentním typem tuberkulózy. Sekundární (získaná) rezistence vzniká při nevhodné léčbě nerezistentní tuberkulózy, např. při požívání nekvalitních léků nebo porušování předepsaného režimu dávkování. To totiž umožňuje evolučně řízený zisk rezistence. Rezistentní tuberkulóza je problémem mnoha rozvojových zemí, protože její léčba trvá déle a vyžaduje dražší léky. Multirezistentní tuberkulóza (MDR-TB) je rezistentní proti dvěma nejúčinnějším prvořadým lékům: rifampicinu a isoniazidu. Extenzivně rezistentní tuberkulóza (XDR-TB) je navíc rezistentní proti jakémukoli fluorochinolonu a minimálně jednomu ze tří druhořadých antibiotik (kanamicin, kapreomycin, amikacin). Celkem asi 4 % případů tuberkulózy je multirezistentních, ale v některých oblastech, např. v zemích bývalého Východního bloku, se takové případy vyskytují až 6× častěji. Příčinou je upadající kvalita léčby (pacienti jsou léčeni pouze jedním nebo dvěma léky). Asi 5 % případů multirezistentní tuberkulózy je extenzivně rezistentní. Úspěšnost léčby tohoto typu je pouze 30 %.

## Prognóza
Přechod od nákazy tuberkulózou k onemocnění nastává, když mykobakterie překonají imunitní systém a začnou se rozmnožovat. Při primární tuberkulóze – která tvoří 1–5 % případů – se tak stává krátce po nakažení. Ve většině případů se ale vyvine latentní tuberkulóza, která nemá žádné symptomy. Latentní tuberkulóza pak přejde v aktivní formu ve 2–23 % případů, a to často několik let po nákaze. Riziko přechodu do aktivní formy se zvyšuje s imunosupresí, která může být způsobena např. infekcí HIV.

## Tuberkulóza uzvířat

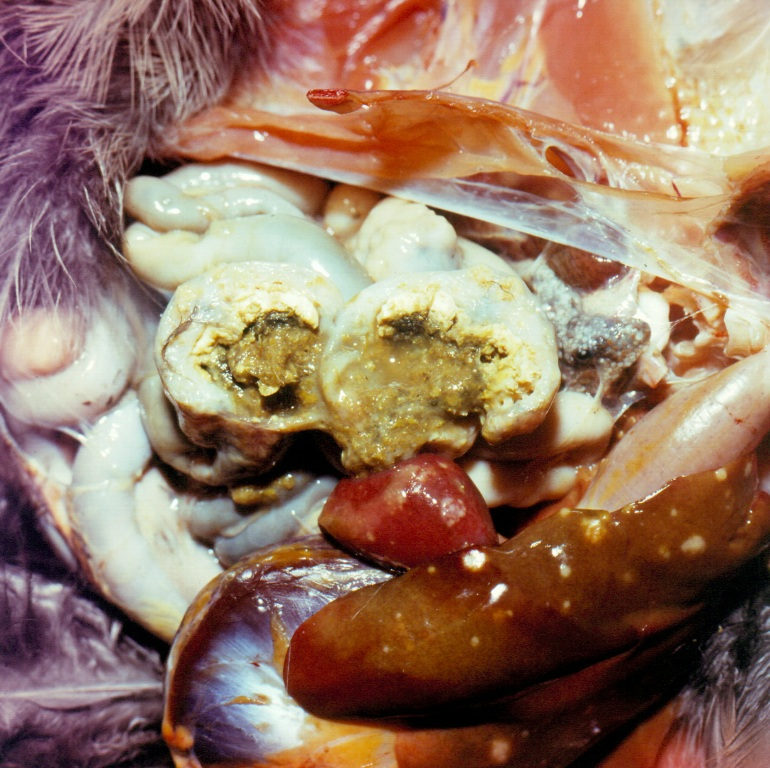
Ptačí tuberkulóza (řez skrz tuberkuly)

Tuberkulózu skotu (bovinní tuberkulózu) způsobuje Mycobacterium bovis. Ve vyspělých zemích byla z větší části potlačena (např. Česká republika dokončila eradikaci v roce 1968), ale v přírodnímu rezervoáru (kterým jsou např. kusuové na Novém Zélandu, jezevci ve Spojeném království nebo bizoni v Kanadě) je v přírodě eradikace obtížná. Například incidence bovinní tuberkulózy ve Velké Británii v posledních letech stále roste i přes probíhající intenzivní eradikaci. Krom šíření nemoci jezevci je jedním z možných vysvětlení i infekce skotu motolicí jaterní (Fasciola hepatica). Souvislost je dána tím, že infekce motolicí jaterní u testovaného zvířete může způsobit falešně negativní výsledek při tuberkulinovém testu. Motoličnatost takto může maskovat tuberkulózu při diagnostice. V rozvojových zemích je bovinní tuberkulóza stále běžným onemocněním. Po nakažení trvá většinou několik měsíců, než se bovinní tuberkulóza začne projevovat. Mezi symptomy patří např. vyhublost, horečka, slabost a nechuť k jídlu.
Původcem ptačí tuberkulózy je M. avium subsp. avium. U prasat způsobuje tuberkulózu M. avium subsp. hominissuis. Zdrojem prasečí tuberkulózy je nejčastěji kontaminované vnější prostředí a volně žijící ptáci.
Paratuberkulózu způsobuje M. avium subsp. paratuberculosis. Paratuberkulóza patří k běžným onemocněním v zemích západní Evropy, v USA a v Kanadě a od devadesátých let 20. století se začala objevovat i v Česku. Inkubační doba paratuberkulózy je mezi 6 měsíci a 15 lety. Hlavním příznakem je chronické hubnutí, u 10 až 20 % zvířat se objevuje průjem nazelenalé barvy a vodnaté konzistence.